# Terebratella enzenspergeri
Terebratella enzenspergeri är en armfotingsart som beskrevs av Blochmann 1906. Terebratella enzenspergeri ingår i släktet Terebratella och familjen Terebratellidae. Inga underarter finns listade i Catalogue of Life.